# ウルス・フィッシャー
ウルス・フィッシャー（Urs Fischer, 1966年2月20日 - ）は、スイス・ルツェルン州トリーゲン出身の元同国代表サッカー選手、現サッカー指導者。現役時代のポジションはディフェンダー。

## 来歴
選手時代はFCチューリッヒ、FCザンクト・ガレンに所属した。2003年に引退するまで、スーパーリーグで545試合に出場し、スイス代表としても4試合に出場した。キャリア最高の成功はFCチューリッヒ時代の2000年にスイス・カップで優勝したことである。
選手引退後は指導者に転向した。FCチューリッヒのユース監督やアシスタントコーチを経て、2010年にトップチームの監督に就任した。FCトゥーンを経て、2015年6月にパウロ・ソウザに代わってFCバーゼルの監督に就任した。1年目の2015-16シーズンにスイス・スーパーリーグ1部優勝を果たした。2017年4月10日にクラブとの方針の相違によりシーズン終了を以て退任することが決定していた中、リーグの連覇に加えスイス・カップ優勝を達成した。
2018年6月1日に当時ドイツ・ブンデスリーガ2部に所属していた1.FCウニオン・ベルリンの監督に就任。クラブの歴史上最高位となる3位になり、VfBシュトゥットガルトとの入れ替え戦に出場。2試合合計2-2 (アウェーゴール 2-0) の末に勝利して史上初めての1部昇格を決めた。昇格1年目の2019-20シーズンは11位となり1部残留を果たした。2020-21シーズンは7位となり、UEFAヨーロッパカンファレンスリーグの出場権を獲得し、2021-22シーズンは欧州カップ戦の参加による過密日程の中でも順位を上げて5位となりUEFAヨーロッパリーグの出場権獲得を果たした。2022-23シーズンには4位となりUEFAチャンピオンズリーグの出場権を獲得したが、2023-24シーズンには公式戦12連敗を喫するなど苦境に陥り、2023年11月15日に双方合意のもとで契約を解除した。

## タイトル

### 選手時代
FCチューリッヒ
- スイス・カップ : 1999-00

### 指導者時代
FCバーゼル
- スイス・スーパーリーグ1部 : 2015-16, 2016-17
- スイス・カップ : 2016-17